# Episodi di Kenshin - Samurai vagabondo
La serie animata Kenshin samurai vagabondo, tratta dal manga omonimo, è stata prodotta in 95 episodi nel 1996 dallo studio Gallop (i primi 66 episodi) e dallo Studio Deen (i restanti episodi). L'anime, trasmesso in Giappone da Fuji TV a partire dal 10 gennaio 1996, è ancora inedito in Italia.

## Episodi
| Nº | Titolo italiano Giapponese 「Kanji」 - Rōmaji | In onda           | In onda |
| Nº | Titolo italiano Giapponese 「Kanji」 - Rōmaji | Giapponese        |         |
| 1  | Il leggendario spadaccino! L'uomo che combatte per amore 「伝説の美剣士…愛ゆえに闘う男」 - densetsu no bi kenshi... ai yueni tatakau otoko                                                                                       | 10 gennaio 1996   |         |
| 2  | Ragazzo samurai! Perché non diventi un mio studente? 「ガキ侍 スッた!モンだ!で門下生」 - gaki samurai sutsu ta! mon da! de monkasei                                                                                              | 17 gennaio 1996   |         |
| 3  | La pena di un samurai! Un uomo dal passato senza perdono 「哀しみの剣士・ 過去を斬る男」 - kanashi mino kenshi. kako wo kiru otoko                                                                                               | 24 gennaio 1996   |         |
| 4  | Appare Sanosuke l'attaccabrighe a pagamento! Il carattere "Aku" 「悪の一文字・ ケンカ屋左之助登場!」 - aku no hitomoji. kenka ya hidari yuki jo tōjō!                                                                            | 31 gennaio 1996   |         |
| 5  | Sakabatō contro Zanbatō. Verso la fine del combattimento 「逆刃刀対斬馬刀・ 闘いの果てに!」 - gyaku ha katana tsui zan uma katana. tatakai no hate ni!                                                                           | 7 febbraio 1996   |         |
| 6  | Un visitatore dall'oscurità! La comparsa di Kurogasa! 「闇からの訪問者・ 黒笠現る!」 - yami karano hōmonsha. kuro kasa arawaru!                                                                                                  | 14 febbraio 1996  |         |
| 7  | Duello mortale sotto la Luna, proteggi le persone che ami! 「月下の死闘・ 愛する人を守れ!」 - gekka no shitō. aisu ru nin wo mamore!                                                                                             | 21 febbraio 1996  |         |
| 8  | Una nuova battaglia! La donna bella e misteriosa apparsa improvvisamente! 「新たなる戦い! 飛び込んできた謎の美女」 - arata naru tatakai! tobikon dekita nazo no bijo                                                             | 28 febbraio 1996  |         |
| 9  | Il forte gruppo di Ninja! I temuti Oniwabanshu! 「最強の忍び軍団・ 恐怖の御庭番衆!」 - saikyō no shinobi gundan. kyōfu no o niwa ban shū!                                                                                        | 6 marzo 1996      |         |
| 10 | Aoshi! L'uomo tanto terribile quanto bello! 「蒼紫・ 美しすぎるほど怖い奴」 - ao murasaki. utsukushi sugiruhodo kowai yatsu | 13 marzo 1996     |         |
| 11 | Addio ai più forti! Lo scontro tra Luce e Ombra! 「さらば最強の男たち! 光と闇の激突」 - saraba saikyō no otoko tachi! hikato yami no gekitotsu                                                                                   | 24 aprile 1996    |         |
| 12 | La nascita di un ragazzo samurai! Il primo discepolo, la battaglia di Yahiko! 「少年剣士誕生! 一番弟子 弥彦の戦い」 - shōnen kenshi tanjō! ichibandeshi yahiko no tatakai                                                        | 1º maggio 1996    |         |
| 13 | Punta al Yokozuna! Viaggio nel Dosukoi di Toramaru 「めざせ横綱 虎丸のどすこい奮戦記」 - mezase yokoduna tora maru nodosukoi funsenki                                                                                            | 8 maggio 1996     |         |
| 14 | Salva una giovane vita! Una sfida! Dottoressa Megumi 「小さな命を救え! 美人女医・恵の挑戦」 - chiisa na inochi wo sukue! bijin joi. meguno chōsen                                                                                | 15 maggio 1996    |         |
| 15 | Comincia l'operazione! Il gruppo terroristico Jinpuu Tai 「炎の暗殺集団、 神風隊走る!」 - honoo no ansatsu shūdan, kamikaze tai hashiru!                                                                                         | 22 maggio 1996    |         |
| 16 | Una promessa fatta col cuore. La tecnica segreta "Shiden no Tachi" 「勇気ある誓い! 燃えよ秘剣・紫電の太刀」 - yūki aru chikai! moe yo hi tsurugi. shiden no tachi                                                                | 5 giugno 1996     |         |
| 17 | Vola nel sogno! L'avventura di Marimo, il proiettile volante! 「夢に向かって飛べ! 砲弾娘マリモの冒険」 - yume ni muka tte tobe! hōdan musume marimo no bōken                                                                     | 12 giugno 1996    |         |
| 18 | Corri Yahiko! Riporta indietro la Sakabatō! 「走れ!弥彦・ 逆刃刀を取り返せ!」 - hashire! yahiko. gyaku ha katana wo torikaese!                                                                                                   | 19 giugno 1996    |         |
| 19 | L'ambizione di Raijuta! La creazione di un formidabile impero! 「雷十太の野望・ 禁じられた王国の幻想」 - kaminari jū ta no yabō. kinji rareta ōkoku no gensō                                                                     | 26 giugno 1996    |         |
| 20 | La rinascita del Shinko Ryuu! La rivelazione della Tecnica Diabolica! 「真古流の復活! 嵐を呼ぶ究極の殺人剣」 - makoto ko ryū no fukkatsu! arashi wo yobu kyūkyoku no satsujin tsurugi                                            | 10 luglio 1996    |         |
| 21 | Fine dell'incubo! Il sogno di Raijuta! 「悪夢の崩壊! 雷十太の野望・完結編」 - akumu no hōkai! kaminari jū ta no yabō. kanketsuhen                                                                                                | 17 luglio 1996    |         |
| 22 | La prima volta! Il pazzo viaggio del treno a vapore! 「初乗り! 暴走陸蒸気びっくり大事件」 - hatsu nori! bōsō riku jōki bikkuri daijiken                                                                                          | 31 luglio 1996    |         |
| 23 | Il tradimento di Sanosuke! Saluti dal destino! 「左之助の裏切り!? 運命の再会」 - hidari yuki jo no uragiri!? unmei no saikai | 14 agosto 1996    |         |
| 24 | Duello a mezzanotte! Di nuovo Sanosuke contro Kenshin! 「真夜中の戦い! 左之助対剣心ふたたび」 - mayonaka no tatakai! hidari yuki jo tsui tsurugi kokorofu tatabi                                                                 | 21 agosto 1996    |         |
| 25 | Episo il pirata scarlatto! Kenshin e Kaoru separati 「真紅の海賊・ 引き裂かれた剣心と薫!」 - shinku no kaizoku. hikisaka reta tsurugi kokoro to kaoru!                                                                           | 28 agosto 1996    |         |
| 26 | L'incarnazione di una tempesta di fulmini! La misteriosa nobiltà della donna Pirata, Shura! 「稲妻の化身! 誇り高き謎の女海賊、朱羅」 - inaduma no keshin! hokori takaki nazo no onna kaizoku, shu ra                             | 4 settembre 1996  |         |
| 27 | Brucia, isola del terrore! 「燃え上がる戦慄の島! 真紅の海賊・完結編」 - moeaga ru senritsu no shima! shinku no kaizoku. kanketsuhen                                                                                              | 16 ottobre 1996   |         |
| 28 | Preludio ad una nuova minaccia! L'ombra del lupo si avvicina! 「新たなる血戦への序曲・ 迫り来る狼の影!」 - arata naru kessen heno jokyoku. semari kuru ookami no kage!                                                           | 30 ottobre 1996   |         |
| 29 | Il più forte avversario del passato 「史上最強の宿敵! 襲いかかる非情の牙」 - shijōsaikyō no shukuteki! osoi kakaru hijō no kiba                                                                                                  | 6 novembre 1996   |         |
| 30 | Il malvagio demone della vendetta.. il complotto di Shishio Makoto! 「復讐の悪鬼 志々雄真実(まこと)の謀略」 - fukushū no akki kokorozashi osu shinjitsu (makoto) no bōryaku                                                      | 13 novembre 1996  |         |
| 31 | Sentimenti irraggiungibili... la partenza di Kenshin! 「届かぬ想い…‥ 剣心の旅立ち!」 - todoka nu omoi... tsurugi kokoro no tabidachi!                                                                                            | 27 novembre 1996  |         |
| 32 | Trasforma le lacrime in coraggio! La decisione di Kaoru Kamiya! 「涙を勇気にかえて! 神谷薫が選んだ道」 - namida wo yūki nikaete! kamiya kaoru ga eran da michi                                                                   | 4 dicembre 1996   |         |
| 33 | È il momento di essere il più forte! La nuova battaglia di Aoshi! 「最強の称号を掴むまで! 蒼紫の新たなる闘い」 - saikyō no shōgō wo tsukamu made! ao murasaki no arata naru tatakai                                              | 11 dicembre 1996  |         |
| 34 | La ragazza bandito! Il lato nascosto di Makimachi Misao 「追いはぎ少女・ 巻町 操の隠された正体!」 - oi hagi shōjo. kan machi misao no kakusa reta shōtai!                                                                        | 8 gennaio 1997    |         |
| 35 | Il villaggio sottomesso! L'ombra maligna di Shishio si avvicina! 「奪われた村・ 襲いかかる志々雄の魔の手!」 - ubawa reta mura. osoi kakaru kokorozashi osu no ma no te!                                                          | 15 gennaio 1997   |         |
| 36 | Dimentica il Bakumatsu! Il primo incontro tra Shishio e Kenshin 「幕末の時を超えて! 対峙した志々雄と剣心」 - bakumatsu no toki wo koe te! taiji shita kokorozashi osu to tsurugi kokoro                                          | 22 gennaio 1997   |         |
| 37 | Shock! La Sakabatō spezzata.. Sōjiro Tenken contro Kenshin 「衝撃!折れた逆刃刀・ 天剣の宗次郎対剣心」 - shōgeki! ore ta gyaku ha katana. ten tsurugi no sōjirō tsui tsurugi kokoro                                               | 29 gennaio 1997   |         |
| 38 | Sanosuke, il segreto della pazienza.. Sfida il monaco Hakai, Anji 「左之助、極意の修行! 破戒僧・安慈への挑戦」 - hidari yuki jo, gokui no shugyō! hakai sō. an ji heno chōsen                                                    | 5 febbraio 1997   |         |
| 39 | Il creatore della Sakabatō Il capolavoro di Shakku Arai! 「逆刃刀を作った男・ 新井赤空 最後の一振り!」 - gyaku ha katana wo tsukutta otoko. arai aka sora saigo no ichi furi!                                                    | 12 febbraio 1997  |         |
| 40 | Un samurai spietato. Juppongatana, la battaglia mortale con Chō 「恐るべき無情の刺客! 十本刀・張との死闘」 - osoru beki mujō no shikaku! jū hon katana. hato no shitō                                                            | 19 febbraio 1997  |         |
| 41 | La tecnica segreta dell'Hiten Mitsurugi Ryuu! Ritorno dal maestro Hiko Seijiro 「飛天御剣流の奥義! 師匠比古清十郎との再会」 - hi ten o tsurugi ryū no oku gi! shishō hiko kiyoshi jūrō tono saikai                               | 26 febbraio 1997  |         |
| 42 | Accordo per un'alleanza! Il giorno in cui Shishi e Aoshi si sono uniti 「同盟成立・ 蒼紫が志々雄と手を組んだ日!」 - dōmei seiritsu. ao murasaki ga kokorozashi osu to te wo kun da nichi!                                        | 5 marzo 1997      |         |
| 43 | Tra la vita e la morte! Impara la tecnica segreta "Amakakeru Ryo no Hirameki" 「生と死の間で! 奥義・天飛龍閃(あまかけるりゅうのひらめき)の会得」 - nama to shino kan de! oku gi. ten hiryū sen (amakakeruryūnohirameki) no etoku | 12 marzo 1997     |         |
| 44 | Verso la battaglia decisiva! La Juppongatana si sta riunendo! 「怒涛の決戦・ 最強集団十本刀集結!」 - dotō no kessen. saikyō shūdan jū hon katana shūketsu!                                                                       | 19 marzo 1997     |         |
| 45 | Come se volassi! Fermati corazzata Rengoku! 「翔ぶが如く! 戦艦煉獄 出航を阻止せよ」 - ni,yo,yanu.,tu! ta?maho?e sumikeme,?hihisa(maru),sa, kō                                                                                    | 16 aprile 1997    |         |
| 46 | Brucia Rengoku! Il destino di Shishio Makoto 「煉獄炎上! 志々雄真実(まこと)の命運」 - rengoku enjō! kokorozashi osu shinjitsu (makoto) no meiun                                                                                  | 23 aprile 1997    |         |
| 47 | Scontro! Futae no Kiwami. Il gemito del colpo di Sanosuke! 「激突!二重の極み・ 唸る左之助の拳」 - gekitotsu! nijū no kiwami. ru hidari yuki jo no kobushi                                                                        | 30 aprile 1997    |         |
| 48 | Rinascita per la salvezza. Un nuovo inizio per Anji 「救世(ぐぜ)への再生・ 安慈の新たなる出発」 - kyū yo (guze) heno saisei. an ji no arata naru shuppatsu                                                                       | 14 maggio 1997    |         |
| 49 | Il lupo distrugge l'Occhio del Cuore. Il feroce attacco del Gatotsu Posizione Zero! 「心眼をとらえた狼・ 炸裂する牙突零(ゼロ)式!」 - shingan wotoraeta ookami. sakuretsu suru kiba totsu rei (zero) shiki!                       | 28 maggio 1997    |         |
| 50 | Il momento di mantenere la promessa. Aoshi e Kenshin combattono ancora 「約束を果たす時・ 蒼紫と剣心の再戦!」 - yakusoku wo hata su toki. ao murasaki to tsurugi kokoro no saisen!                                               | 4 giugno 1997     |         |
| 51 | Ora svegliati! Ignora le tue ferite e combatti fino alla fine! 「目醒める時は今・ 満身創痍の決着!」 - me same ru toki ha ima. manshinsōi no kecchaku!                                                                            | 11 giugno 1997    |         |
| 52 | Avviene un miracolo! Prosegue la battaglia all'Aoiya 「奇跡を呼び起こせ! 葵屋の攻防」 - kiseki wo yobi oko se! aoi ya no kōbō | 18 giugno 1997    |         |
| 53 | Il gigante contro il Superuomo. La salvezza al limite della disperazione! 「巨人対超人・ 絶望の淵に放たれた一矢!」 - kyojin tsui chōjin. zetsubō no fuchi ni hōtta reta isshi!                                                   | 25 giugno 1997    |         |
| 54 | Hiten contro Shukuchi! Il Dono Celestiale di Sojiro. 「飛天対縮地! 宗次郎天賦の能力(ちから)」 - hi ten tsui shuku chi! sōjirō tenpu no nōryoku (chikara)                                                                         | 2 luglio 1997     |         |
| 55 | La tragedia di una notte tempestosa. Il passato di Sojiro. 「嵐の夜の惨劇・ 宗次郎の過去」 - arashi no yoru no sangeki. sōjirō no kako                                                                                           | 9 luglio 1997     |         |
| 56 | Combattimento estremo! Shuntensatsu contro Amakakeru Ryu no Hirameki. 「極限の勝負! 瞬天殺対天翔龍閃」 - kyokugen no shōbu! shun ten satsu tsui ten shō ryū sen                                                                  | 16 luglio 1997    |         |
| 57 | Due uomini alla fine del Bakumatsu. La battaglia finale di Shishio e Kenshin! 「幕末を駆けた二人・ 志々雄対剣心 最終戦!」 - bakumatsu wo kake ta futari. kokorozashi osu tsui tsurugi kokoro saishūsen!                          | 6 agosto 1997     |         |
| 58 | L'epoca sceglierà Shishio? Un momento critico per Kenshin! 「時代は志々雄を選ぶのか? 剣心最大の危機!」 - jidai ha kokorozashi osu wo erabu noka? tsurugi kokoro saidai no kiki!                                                  | 13 agosto 1997    |         |
| 59 | La fortuna ancora non è Finita! La rinascita dello spirito guerriero. 「命運尽きず! 闘志、今よみがえる」 - meiun kotogotoki zu! tōshi, ima yomigaeru                                                                             | 20 agosto 1997    |         |
| 60 | Il prescelto per la vittoria. Shishio contro Kenshin la conclusione! 「勝利を許されし者・ 志々雄対剣心終幕!」 - shōri wo yurusa reshi mono. kokorozashi osu tsui tsurugi kokoro shūmaku!                                         | 3 settembre 1997  |         |
| 61 | Quello che resta della Juppongatana. Una scelta di vita. 「残された十本刀・ 生きてゆくための選択」 - nokosa reta jū hon katana. iki teyukutameno sentaku                                                                         | 10 settembre 1997 |         |
| 62 | Kyoto... ricordi scolpiti. Una partenza nostalgica. 「京都…刻まれた記憶・ 想いを馳せた出発」 - kyōto... kizama reta kioku. omoi wo hase ta shuppatsu                                                                             | 17 settembre 1997 |         |
| 63 | La leggenda delle lucciole. La ragazza che aspettava il suo spadaccino. 「願い蛍の伝説・ ある剣客を待ち続けた少女」 - negai hotaru no densetsu. aru tsurugi kyaku wo machi tsuduke ta shōjo                                      | 14 ottobre 1997   |         |
| 64 | La nascita del principe Yahiko? Un elegante debutto in società 「弥彦王子誕生? 華麗なる社交界でびゅー」 - yahiko ōji tanjō? karei naru shakō kai debyu                                                                           | 28 ottobre 1997   |         |
| 65 | Trova il tesoro perduto! Notaro il grande cane detective. 「消えたお宝を探せ! 名探偵犬・ノ太郎」 - kie tao takara wo sagase! meitantei inu. no tarō                                                                              | 4 novembre 1997   |         |
| 66 | Kaoru raggiante! La Proposta di Kenshin?! 「薫 感激 剣心のぷろぽ～ず!?」 - kaoru kangeki tsurugi kokoro nopuropo ~ zu!? | 11 novembre 1997  |         |
| 67 | Il luccichio della lama leggendaria! Il misterioso spadaccino Amakusa Shōgo. 「煌めく伝説の剣! 神秘の剣士・天草翔伍」 - kō meku densetsu no tsurugi! shinpi no kenshi. amakusa shōgo                                             | 18 novembre 1997  |         |
| 68 | Il medaglione del destino. Il primo incontro tra Sanosuke e Sayo. 「運命のメダリオ・ 左之助と小夜の出会い」 - unmei no medario. hidari yuki jo to sayo no deai                                                                   | 25 novembre 1997  |         |
| 69 | Verso il campo di battaglia a Shimabara! Il momento dello scontro decisivo. 「対戦の地、島原へ! 雌雄を決する時」 - taisen no chi, shimabara he! shiyū wo kessuru toki                                                            | 2 dicembre 1997   |         |
| 70 | Il colpo del Rai Ryu Sen! Kenshin nell'oscurità 「雷龍閃の衝撃! 闇に葬られた剣心」 - kaminari ryū sen no shōgeki! yami ni hōmura reta tsurugi kokoro                                                                             | 9 dicembre 1997   |         |
| 71 | La cospirazione di Kaiō Shōgo preso in trappola 「傀王の陰謀 罠にかかった翔伍!」 - kai ō no inbō wana nikakatta shō go! | 16 dicembre 1997  |         |
| 72 | Giorni di ricordi. Il triste passato di Shōgo e Sayo. 「追憶の日々・ 翔伍と小夜の哀しき過去」 - tsuioku no hibi. shō go to sayo no kanashi ki kako                                                                               | 6 gennaio 1998    |         |
| 73 | Il sogghigno del demone! Il Karyu di Shōzo dissolto tra le fiamme. 「あざ笑う悪鬼! 庄三、爆炎に散った火龍」 - aza warau akki! shō san, bakuen ni chitta hi ryū                                                                   | 13 gennaio 1998   |         |
| 74 | Le lacrime di Sanosuke. Un eterno addio. 「左之助の涙 二人に訪れた永遠(とわ)の別離(わかれ)」 - hidari yuki jo no namida futari ni otozure ta eien (towa) no betsuri (wakare)                                                     | 20 gennaio 1998   |         |
| 75 | L'ultima crociata. Scontro! I due Amakakeru Ryu no Hirameki. 「最後の聖戦 激突!ふたつの天翔龍閃(あまかけるりゅうのひらめき)」 - saigo no seisen gekitotsu! futatsuno ten shō ryū sen (amakakeruryūnohirameki)                    | 27 gennaio 1998   |         |
| 76 | Buon viaggio. Le speranze superano le onde malinconiche. 「旅立ちの海 希望は哀しみの波を越えて」 - tabidachi no umi kibō ha kanashi mino nami wo koe te                                                                          | 3 febbraio 1998   |         |
| 77 | C'è un Dojo Himura a Shimonoseki? Appare un altro Battōsai 「下関に緋村道場? もう一人の抜刀斎現る」 - shimonoseki ni hi sondō ba? mō hitori no batsu katana sai arawaru                                                          | 10 febbraio 1998  |         |
| 78 | L'infatuazione dell'artista. Una romantica follia alla sorgente calda di Hakone! 「画学生の想う女性(ひと)・ 箱根湯の街恋騒動!」 - ga gakusei no omō josei (hito). hakone yu no machi koi sōdō!                                   | 17 febbraio 1998  |         |
| 79 | Katsu Kaishu e Kenshin. Il destino di due uomini sopravvissuti al Bakumatsu 「勝海舟と剣心・ 幕末を生きた二人の宿縁」 - kachi umi fune to tsurugi kokoro. bakumatsu wo iki ta futari no yado heri                                | 24 febbraio 1998  |         |
| 80 | Il Bakumatsu senza fine. Il destino che grava su Kaishu 「終わらない幕末・ 海舟に課せられた天命」 - owa ranai bakumatsu. umi fune ni kase rareta tenmei                                                                          | 3 marzo 1998      |         |
| 81 | La cospirazione dei Beni-aoi. I fantasmi del Bakumatsu prendono di mira Kaishu! 「紅葵の策謀・ 海舟を狙う幕末の生霊!」 - kurenai aoi no sakubō. umi fune wo nerau bakumatsu no seirei!                                           | 10 marzo 1998     |         |
| 82 | La determinazione di Katsu Kaishu. La verità sopravvissuta allo scorrere degli anni 「勝海舟の決意・ 時代を超えた真実」 - kachi umi fune no ketsui. jidai wo koe ta shinjitsu                                                    | 14 aprile 1998    |         |
| 83 | Il ritorno di Yutaro. Il complotto degli spadaccini dell'ombra 「由太郎帰国・ 影に潜む黒騎士団の野望」 - yoshitarō kikoku. kage ni hisomu kuro kishidan no yabō                                                                  | 21 aprile 1998    |         |
| 84 | I Sanada Ninja e l'Elisir. L'obiettivo del Capitano Misanag 「真田忍者群と霊薬・ お頭御沙薙の狙い」 - sanada ninja gun to reiyaku. o atama o sa nagi no nerai                                                                    | 5 maggio 1998     |         |
| 85 | Un viaggio enigmatico. La trappola dell'Attraversamento Divino! 「迷走の旅・ 仕組まれた御神渡りの罠!」 - meisō no tabi. shikuma reta o kami watari no wana!                                                                      | 19 maggio 1998    |         |
| 86 | Un'onda di calore dal sottosuolo. I tre demoni Sanada! 「地底を舞う赤い陽炎・ 殺鬼!真田三人衆」 - chitei wo mau akai kagerō. satsu oni! sanada sannin shū                                                                        | 26 maggio 1998    |         |
| 87 | La scommessa di Schneider. La caduta dei Cavalieri Neri! 「シュナイダーの賭け・ 黒騎士団の崩壊!」 - shunaida no kake. kuro kishidan no hōkai!                                                                                    | 2 giugno 1998     |         |
| 88 | Le due strade. L'eterno giuramento di Yahiko e Yutaro 「ふたつの道標(みちしるべ)・ 弥彦と由太郎永遠(とわ)の約束」 - futatsuno dōhyō (michishirube). yahiko to yoshitarō eien (towa) no yakusoku                                  | 9 giugno 1998     |         |
| 89 | Per il mio angelo Misao... Una visita da Kyoto 「まいえんじぇる操へ… 京都からの迎え」 - maienjieru misao he... kyōto karano mukae                                                                                                | 16 giugno 1998    |         |
| 90 | Feng Shui attacco a sorpresa! Il mistero del pentagramma si diffonde 「風水の奇襲! 張り巡らされた五茫星の謎」 - kaze mizu no kishū! hari megura sareta go bō hoshi no nazo                                                       | 23 giugno 1998    |         |
| 91 | La magia del Feng Shui. Il Dojo Kamiya preso di mira! 「うごめく風水の魔力・ 狙われた神谷道場!」 - ugomeku kaze mizu no maryoku. nerawa reta kamiya dōjō!                                                                        | 21 luglio 1998    |         |
| 92 | Tokyo sotto la legge marziale! Il micidiale Ryu Myaku 「戒厳令の東京府! ばく進する凶器の龍脈」 - kaigenrei no tōkyō fu! baku susumu suru kyōki no ryū myaku                                                                      | 4 agosto 1998     |         |
| 93 | Il nemico attende a Senjo Gahara! In cerca del Simbolo di Giada 「敵は戦場ヶ原にあり! 翡翠(ひすい)の紋章を求めて」 - teki ha senjō hara niari! hisui (hisui) no monshō wo motome te                                              | 18 agosto 1998    |         |
| 94 | Il lamento del Vento e dell'Acqua. Un ultimo sforzo disperato! 「風と水の挽歌・ 今ここに死力尽くす!」 - kaze to mizu no banka. ima kokoni shiryoku tsukusu!                                                                      | 8 settembre 1998  |         |
| 95 | La fine del vagabondare. Il legame tra scarlatto e lapislazzuli nel fragore delle onde 「流浪の最果て・緋と瑠璃の絆は潮騒の中に」 - rurō no sai hate. hi to ruri no kizuna ha shiosai no nakani                                  | DVD               |         |